# Lakebay
Lakebay az Amerikai Egyesült Államok északnyugati részén, Washington állam Pierce megyéjében elhelyezkedő önkormányzat nélküli település.
A település nevét az Öböl-tóról kapta.

## Fordítás
- Ez a szócikk részben vagy egészben  a   Lakebay, Washington című angol Wikipédia-szócikk ezen változatának fordításán alapul.  Az eredeti cikk szerkesztőit annak laptörténete sorolja fel. Ez a jelzés csupán a megfogalmazás eredetét és a szerzői jogokat jelzi, nem szolgál a cikkben szereplő információk forrásmegjelöléseként.